# نويد (ذمار)
نويد هي إحدى قرى الجمهورية اليمنية. تتبع جغرافيا لمحافظة ذمار وإداريًا لمديرية ضوران انس. يبلغ تعداد سكانها 2318 نسمة حسب الإحصاء الذي أجري عام 2004.